# Сырой Аталям
Сырой Аталям,Сырой Атолям (баш. Әтәләм) — река в России, протекает по Белорецкому району Башкортостана. Устье реки находится в 25 км по правому берегу реки Зигаза. Длина реки составляет 14 км.

## Данные водного реестра
По данным государственного водного реестра России относится к Камскому бассейновому округу, водохозяйственный участок реки — Белая от города Стерлитамак до водомерного поста у села Охлебино, без реки Сим, речной подбассейн реки — Белая. Речной бассейн реки — Кама.
Код объекта в государственном водном реестре — 10010200712111100018692.